# The Flirt
The Flirt er en amerikansk stumfilm fra 1917.

## Medvirkende
- Harold Lloyd som Harold
- Snub Pollard
- Bebe Daniels
- W.L. Adams
- Sammy Brooks